# Bécassine ! (film, 2018)
Pour les articles homonymes, voir Bécassine.
Pour plus de détails, voir Fiche technique et Distribution.
Bécassine ! est une comédie française réalisée par Bruno Podalydès, adaptée de la célèbre bande-dessinée créé par la scénariste Jacqueline Rivière et le dessinateur Émile-Joseph-Porphyre Pinchon, et sortie en 2018. Le film narre les aventures de Bécassine, fille de ferme, puis bonne à tout faire et nourrice, personnage sorti de l'imagination de la scénariste Jacqueline Rivière et du dessinateur Émile-Joseph-Porphyre Pinchon en 1905.
Bécassine est une jeune fille campagnarde un peu naïve et maladroite issue d'un milieu familial rural et modeste. En voulant partir tenter sa chance à Paris, la jeune femme se fera engager par hasard par la Marquise de Grand-Air, qui a adopté une petite fille, nommée Loulotte et dont Bécassine deviendra la nourrice.

## Synopsis
Bécassine naît dans une modeste ferme bretonne, un jour où des bécasses survolent le village et qui lui donnent son surnom grâce à l'imagination de son oncle Corentin avec qui elle partage beaucoup de secrets dont le mystérieux arbre bleu qui réalise tous les vœux.
Devenue adulte, elle a su garder sa fraîcheur et sa naïveté d'enfant. La jeune femme rêve cependant de rejoindre Paris, mais sa rencontre en cours de route avec la marquise de Grand-Air qui vient de renvoyer l'ancienne nounou, la méchante Marie Quillouch, l'embauche comme nourrice pour s'occuper de Louise-Charlotte dite « Loulotte », sa fille adoptive, va transformer sa vie. 

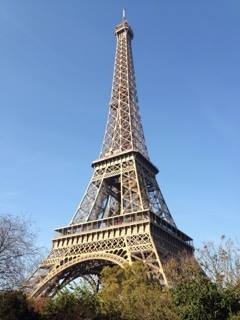
Le rêve parisien de Bécassine est symbolisé par la Tour Eiffel qu'elle imagine au bout de l'horizon.

La petite bonne s'installe au château et découvre le monde de la grande bourgeoisie, sa domesticité et ses codes, les mystères de la modernité dont celle de l'eau courante, de l'électricité ainsi que du téléphone dont elle ne maîtrise pas bien la complexité, mais aussi celle de l'automobile qu'elle accepte sans difficulté, en préparant secrètement son permis de conduire.
Une grande complicité s’installe entre la jeune femme et la petite fille. Bécassine sait qu'elle ne partira plus pour Paris et se lance dans des inventions d'une grande technicité comme le biberon automatique ou le lanceur d'œuf. Cependant, l’arrivée d’un aventurier autant marionnettiste qu'escroc dénommé Rastaquoueros au comportement pas très clair va entraîner la famille de la châtelaine vers une mauvaise pente et rompre ce cadre idyllique. L'homme abuse de son charme auprès de la châtelaine, la vole, fait des placements ruineux, puis finir par se sauver. La marquise est ruinée, le personnel, licencié (sauf Bécassine qui sert de bonne à tout faire) et Loulotte se retrouve en pension.
Cependant, Bécassine que certains considèrent comme une femme un peu sotte, va réussir, grâce à son bon sens, à sortir l'ensemble des protagonistes de cette histoire d'une situation bien difficile. Rastaquoueros qui a su faire fructifier les idées ingénieuses de la bonne Bretonne, revient avec la voiture et de l'argent.
Une dernière chose reste à faire pour Bécassine : récupérer Loulotte dans la belle voiture jaune, la fringante, que la Bretonne conduit à toute vitesse pour aller la chercher à la pension. Le cauchemar est terminé. 
La dernière image du film montre Loulotte qui roule dans une petite voiture, copie conforme de la fringante sous l'œil admiratif de Bécassine.

## Fiche technique
- Titre : Bécassine !
- Réalisation : Bruno Podalydès
- Assistant réalisateur : Guillaume Plumejeau
- Scénario :  Bruno Podalydès, d'après l'œuvre de Caumery et Joseph Pinchon
- Photographie : Patrick Blossier
- Effets spéciaux : François  Philippi
- Effets visuels : Guillaume Le Gouez
- Montage : Christel Dewynter
- Costumes : Dorothée Guiraud
- Décors : Wouter Zoon
- Son : Laurent Poirier
- Producteur : Martine Cassinelli
  - Coproductrice : Clémentine Dabadie
- Directeur de production : Thibault Mattei
- Production : Why Not Productions / Chabraque Productions
  - Coproduction : France 3 Cinéma
  - SOFICA : Cinécap 1, Cinémage 12
- Distribution : UGC Distribution
- Pays d'origine :  France
- Genre : comédie
- Format : Couleur - 2,35:1
- Durée : 102 minutes
- Dates de sortie :
  - France : 20 juin 2018

## Distribution
- Émeline Bayart : Bécassine
- Karin Viard : la Marquise de Grand-Air
- Maya Compagnie : Loulotte
- Denis Podalydès : Adelbert Proey-Minans
- Bruno Podalydès : Rastaquoueros
- Michel Vuillermoz : Oncle Corentin
- Josiane Balasko : Mademoiselle Châtaigne
- Isabelle Candelier :  Madeleine
- Jean-Noël Brouté : Hilarion
- Philippe Uchan : Cyprien
- Vimala Pons : Marie Quillouch
- Claude Perron : Mademoiselle Bongenre
- Florence Muller : la mère de Bécassine
- Blutch : le père de Bécassine
- Dominique Parent : le père Quillouch
- Betty Pois : la couturière
- Rose Daugenet : Bécassine à six ans
- Eowyn Ptak : Bécassine à douze ans
- Ethel Glasson : Marie Quillouch à douze ans

Quelques acteurs et actrices du film.
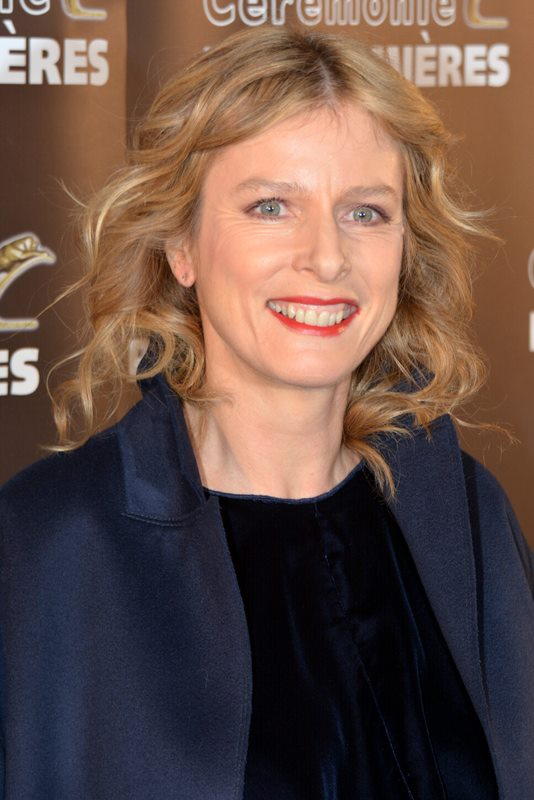
Karin Viard
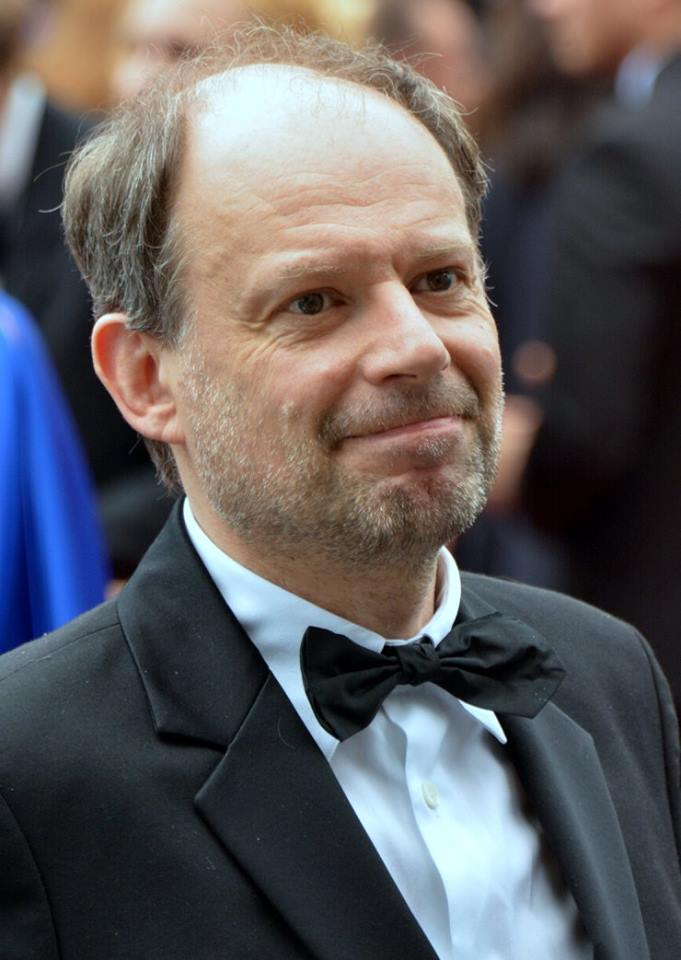
Denis Podalydès
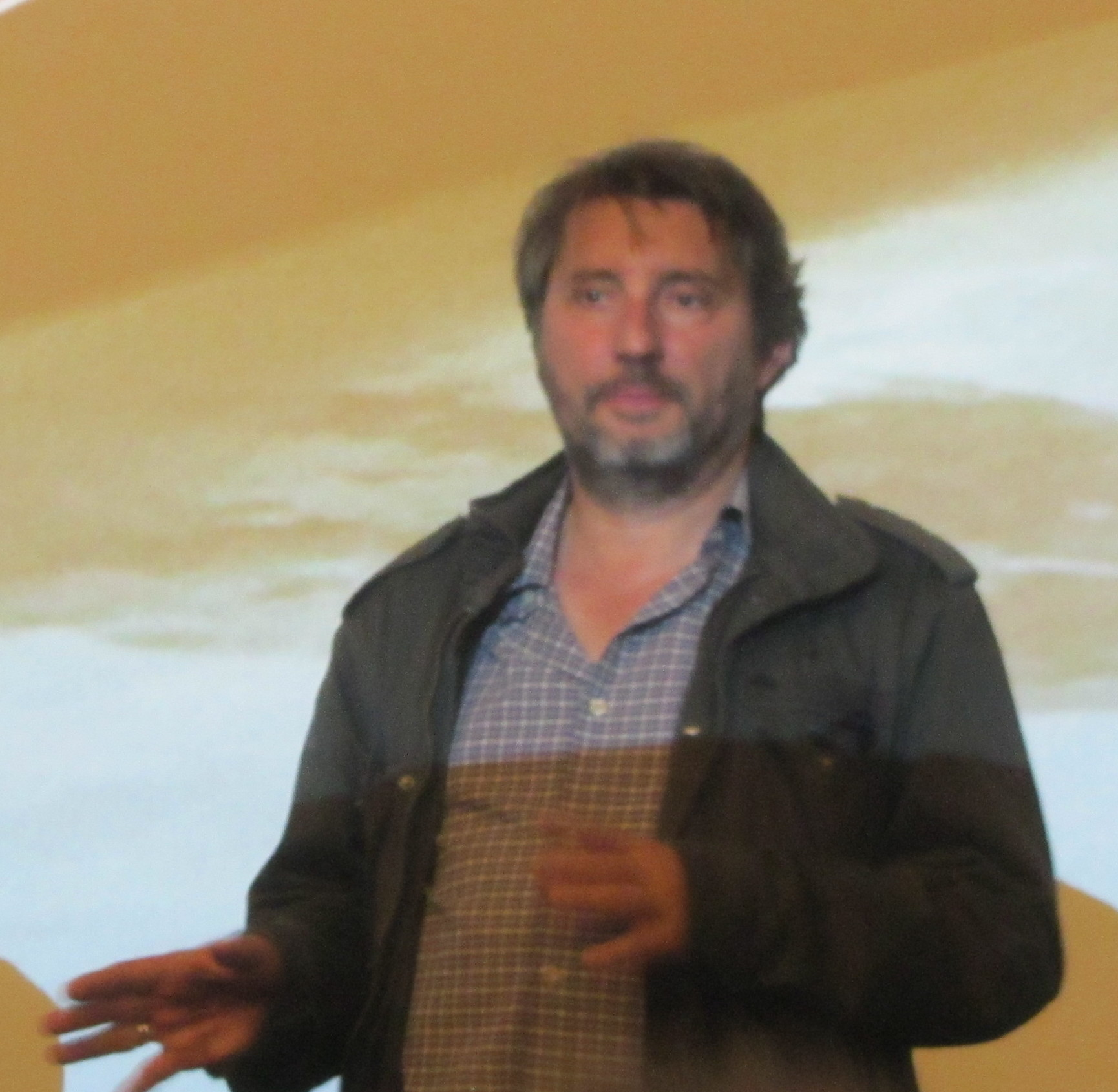
Bruno Podalydès
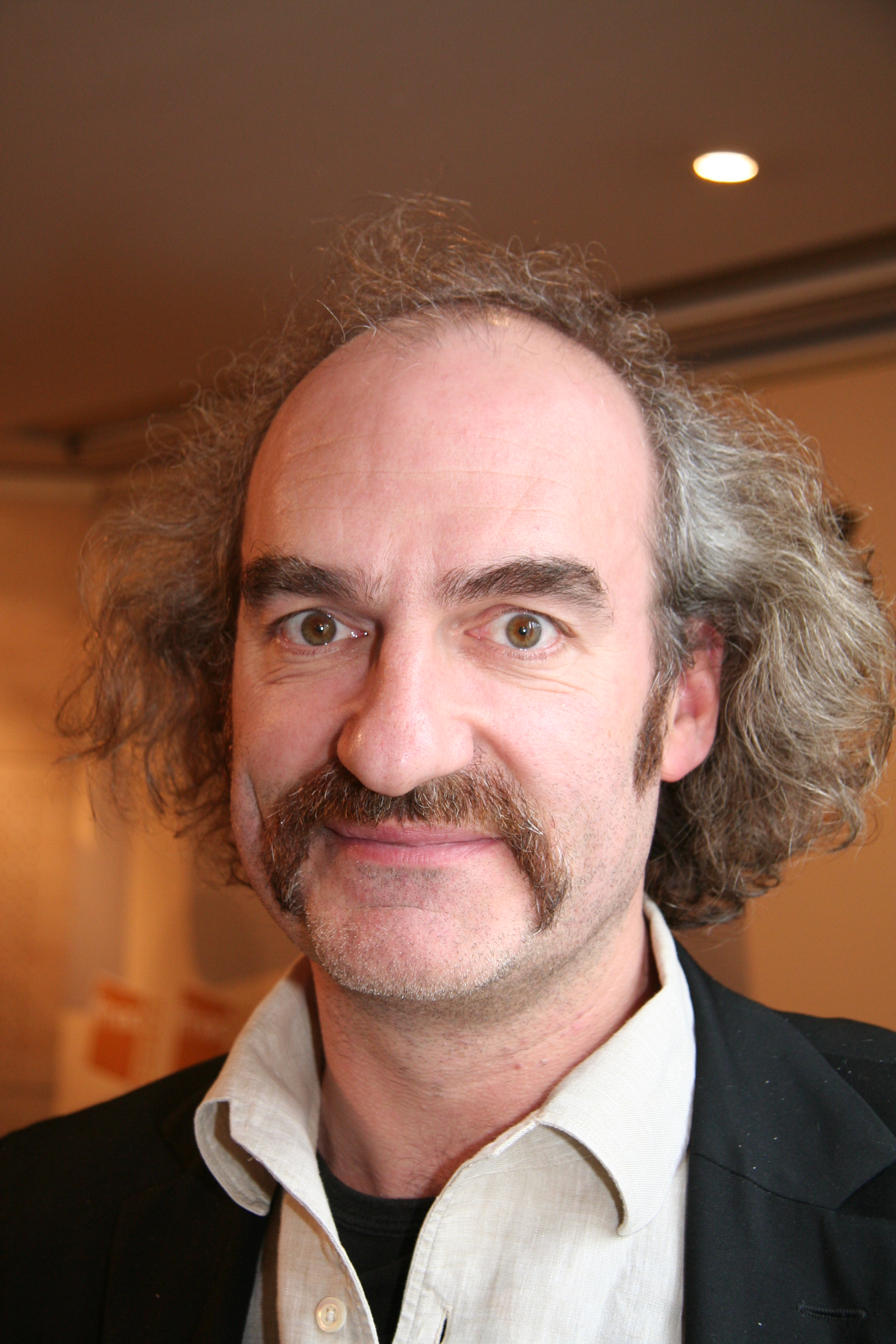
Michel Vuillermoz
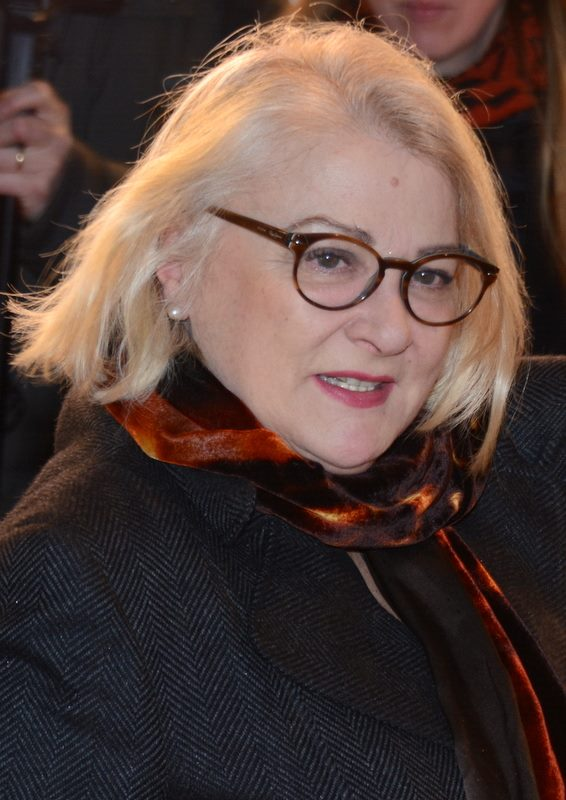
Josiane Balasko
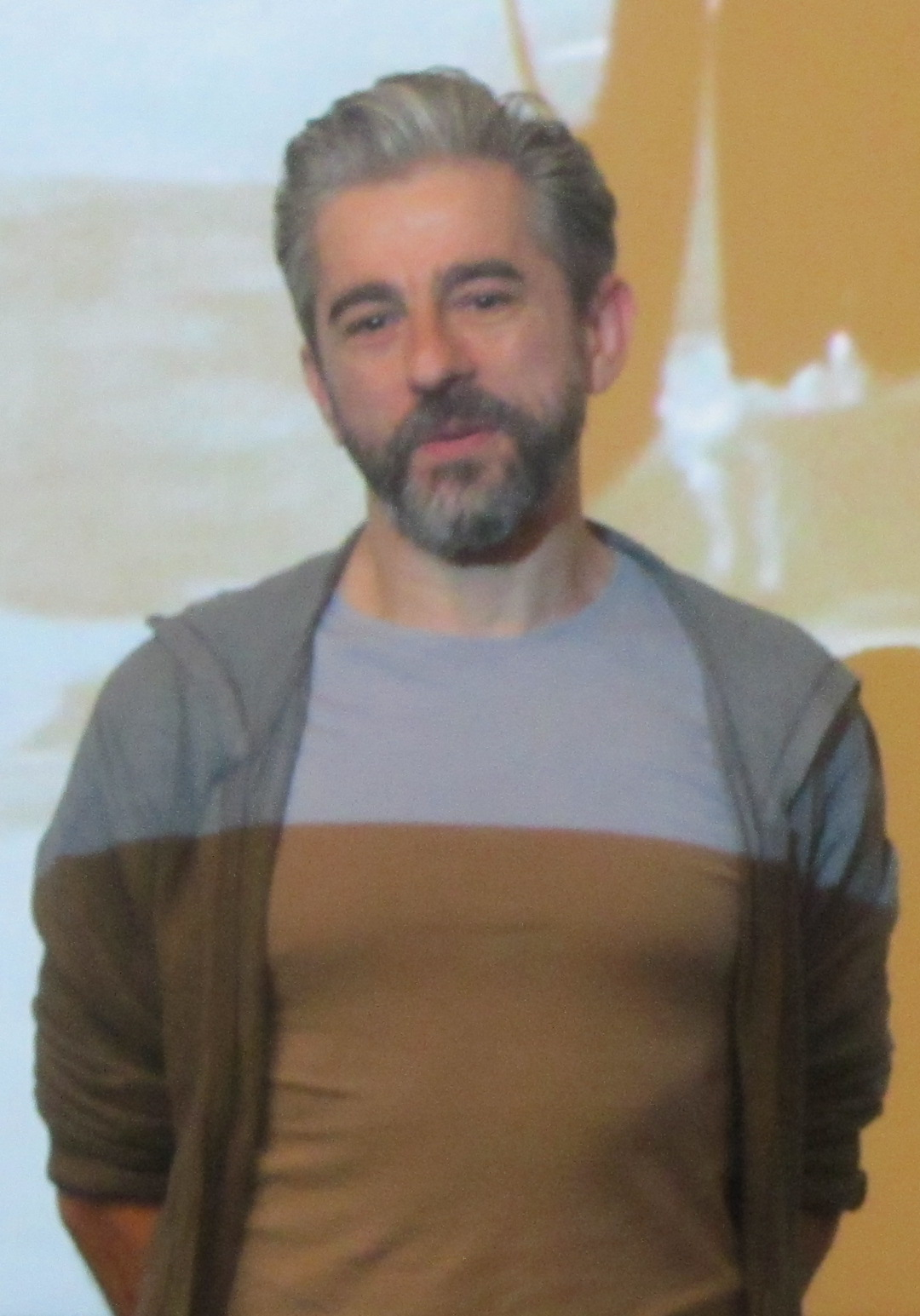
Jean-Noël Brouté
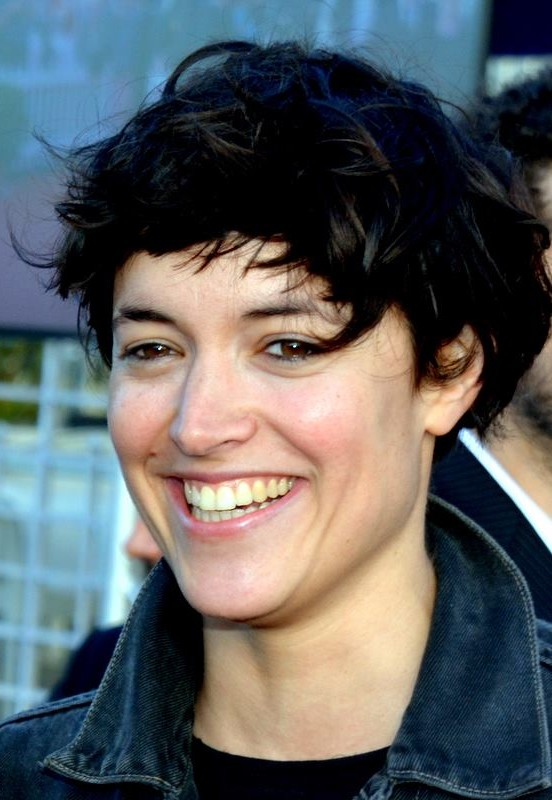
Vimala Pons
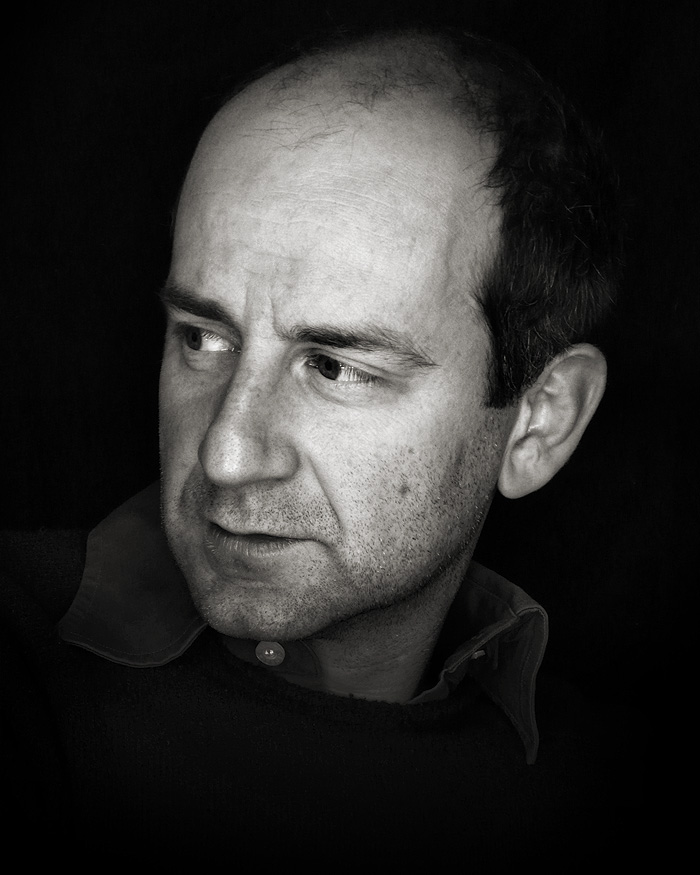
Blutch

## Production

### Bande originale
Pour confectionner la bande musciale de son film, Bruno Podalydès préfère privilégier un ensemble de titres divers issus de divers auteurs.

#### Liste des titres
| No  | Titre                                                        | Durée |
| --- | ------------------------------------------------------------ | ----- |
| 1.  | Teatro Dei Pupi (Carmelo Salemi)                             |       |
| 2.  | Route de nuit (Anne-Olga De Pass)                            |       |
| 3.  | Spring 1 (Max Richter)                                       |       |
| 4.  | Summer 2 (Max Richter)                                       |       |
| 5.  | Sirtaki à Helsinki (René Aubry)                              |       |
| 6.  | Élephants (Rachael Yamagata)                                 |       |
| 7.  | Concerto pour piano no 21 en ut majeur, K. 467 (W.A. Mozart) |       |
| 8.  | Pajaros (Gustavo Santaolalla)                                |       |
| 9.  | Suite n°2 in B Minor, BWV 1067 (J.S. Bach)                   |       |
| 10. | Hippolyte et Aricie (J.P. Rameau)                            |       |
| 11. | Oneiro Demeno (Stavros Xarhakos)                             |       |

## Autour du film

### Lieux de tournage
En ce qui concerne les scènes extérieures, le film a en grande partie été tourné dans une zone rurale de Préaux-du-Perche, commune déléguée au sein de la commune nouvelle de Perche en Nocé, dans le département de l'Orne, dans une petite ferme située dans un secteur isolé.
Les scènes du château sont tournées au Château de Villiers-le-Bâcle.

### Véhicule du film
La voiture utilisée dans le film (dénommé « Fringante ») par Bécassine pour sillonner la campagne avec sa petite protégée Loulotte est une Rolland-Pilain, modèle de 1924. C'est une doublure d'Émeline Bayart qui utilise la voiture lors des tournages car, à la différence du personnage qu'elle interprète, l'actrice n'a pas son permis de conduire.

## Réception

### Box Office
Bécassine ! s'est classé sixième au box office hebdomadaire du 20 au 26 juin 2018 en France, derrière Deadpool 2 , avec 71 186 entrées, mais devant Solo: A Star Wars Story qui enregistra 63 975 entrées. le film cumulera un total de 192 971 entrées sur quatre semaines . Le film de Bruno Podalydès est donc considéré comme un des plus gros échecs commerciaux de 2018,.

### Critiques
Le 29 mai 2018, un mouvement indépendantiste breton, Dispac'h (d) appelle au boycott du film, affirmant que celui-ci est une « pseudo-comédie française potache et soi-disant populaire, qui dès ses premières images en dit long sur l'insulte en termes d'identité et de mémoire qu'il adresse aux femmes et à la Bretagne. » Le réalisateur, dont le film ne paraît que le 20 juin, se défend quant à lui, déclarant qu'il voulait rompre les stéréotypes : 

« Bécassine n'est pas la fille un peu niaise et stupide que l'on croit. Elle est naïve, certes, et candide, mais aussi curieuse et inventive. Elle a une âme d'enfant dans un corps d'adulte. Dans ce film, je voudrais montrer Bécassine telle qu'elle est : fidèle, sincère, spontanée, innocente, tendre, rêveuse, enthousiaste. »